# Lobatus goliath
Lobatus goliath is een slakkensoort uit de familie van de Strombidae. De wetenschappelijke naam van de soort is voor het eerst geldig gepubliceerd in 1805 door Schröter.